# Calcarisporiel·làcies
Els calcarisporiel·lomicots (Calcarisporiellomycota) són una petita divisió o fílum del regne dels fongs (Fungi) amb només dues espècies.

## Taxonomia
El fílum Calcarisporiellomycota, inclou una classe, un ordre, una família, dos gèneres i dues espècies:
Fílum Calcarisporiellomycota
- Subfílum Calcarisporiellomycotina
  - Classe Calcarisporiellomycetes
    - Ordre Calcarisporiellales 
      - Família Calcarisporiellaceae 
        - Calcarisporiella (1 espècie)
        - Echinochlamydosporium  (1 espècie)